# Sparganothoides probolosana
Sparganothoides probolosana es una especie de lepidóptero del género Sparganothoides, tribu Sparganothini, familia Tortricidae. Fue descrita científicamente por Kruse & Powell en 2009.
La longitud de las alas anteriores es de 10,9 a 12 milímetros. Se distribuye por México.